# Людвиг, Эрих
Эрих Людвиг (нем. Erich Ludwig; 1 мая 1879, Франкфурт-на-Майне, Пруссия — 14 мая 1934, Франкфурт-на-Майне, Гессен-Нассау) — германский регбист, серебряный призёр летних Олимпийских игр 1900.
На Играх Людвиг входил в сборную Германию, которая в единственном матче проиграла Франции со счётом 21:17, получив серебряные медали.
Он выступал на Играх вместе со своим братом Рихардом.